# Demetrias (fornlämning i Grekland)
Demetrias är en fornlämning i Grekland.   Den ligger i prefekturen Nomós Magnisías och regionen Thessalien, i den centrala delen av landet, 170 km norr om huvudstaden Aten. Demetrias ligger 18 meter över havet.
Terrängen runt Demetrias är varierad. Havet är nära Demetrias åt sydost.  Närmaste större samhälle är Néa Ionía, 3,4 km norr om Demetrias. 